# Crotonia dicella
Crotonia dicella är en kvalsterart som beskrevs av Matthew J. Colloff 1990. Crotonia dicella ingår i släktet Crotonia och familjen Crotoniidae. Inga underarter finns listade i Catalogue of Life.